# Augustine Williams
Augustine Williams (Freetown, Sierra Leona, 3 de agosto de 1997) es un futbolista sierraleonés. Juega de delantero y su equipo es el Pittsburgh Riverhounds de la USL Championship estadounidense. Es internacional absoluto por la selección de Sierra Leona desde 2021.

## Trayectoria
Williams comenzó su carrera profesional en el fútbol estadounidense en 2016, cuando fichó por el Portland Timbers 2 de la United Soccer League. Solo disputó encuentro con el primer equipo en la US Open Cup en 2017.
Tras su salida del club, se incorporó al LA Galaxy II en enero de 2019, jugando tres temporadas y con participación en el LA Galaxy en la MLS.
Tras dejar Galaxy al término de la temporada 2021, fichó por el Charleston Battery de la USL Championship.

## Selección nacional
Debutó con la selección de Sierra Leona el 15 de junio de 2021 ante Benín por la clasificación para la Copa Africana de Naciones de 2021. Fue citado a la Copa Africana de Naciones 2021 en Camerún.

### Participaciones en Copa Africana de Naciones
| Copa                           | Sede    | Resultado      |
| ------------------------------ | ------- | -------------- |
| Copa Africana de Naciones 2021 | Camerún | Fase de grupos |

## Clubes
| Club                     | País           | Año           |
| ------------------------ | -------------- | ------------- |
| Portland Timbers 2       | Estados Unidos | 2016-2018     |
| Portland Timbers         | Estados Unidos | 2017          |
| LA Galaxy II             | Estados Unidos | 2019-2021     |
| LA Galaxy                | Estados Unidos | 2021          |
| San Diego Loyal (Cedido) | Estados Unidos | 2021          |
| Charleston Battery       | Estados Unidos | 2022-2023     |
| Indy Eleven              | Estados Unidos | 2024          |
| Pittsburgh Riverhounds   | Estados Unidos | 2025-presente |